# Astropecten aranciacus
Astropecten aranciacus (Linnaeus, 1758), conosciuta anche come stella pettine maggiore, è una stella marina della famiglia Astropectinidae.

## Habitat e distribuzione
Vive in Mar Mediterraneo e Oceano Atlantico su tutti i fondali mobili (sabbiosi, fangosi o ghiaiosi) a profondità comprese fra i 2 e i 100 m, specialmente in prossimità da praterie di Posidonia oceanica o di Cymodocea nodosa.

## Descrizione

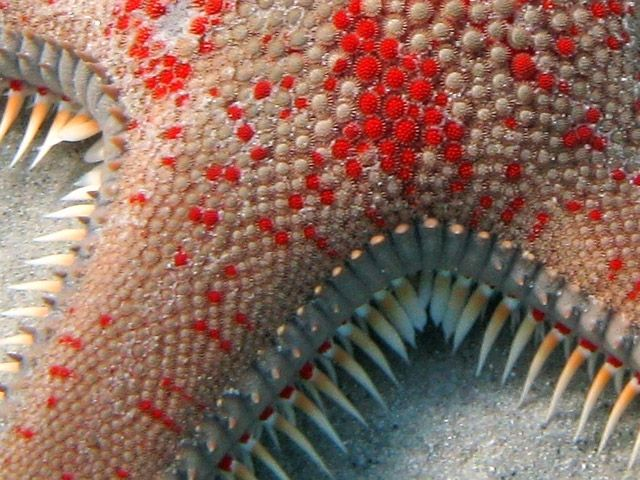
Dettaglio delle placche marginali dorsali

Questa stella ha le placche marginali dorsali munite da 1 a 3 aculei piuttosto corti e placche marginali ventrali con aculei lunghi, appuntiti, robusti, disposti con regolarità, di colore arancio alla base e giallastro o bianco verso la punta. L'aspetto è robusto e la forma nel complesso non presenta peculiarità, ha un disco centrale e braccia di dimensioni medie. Il colore del lato aborale è dato dal susseguirsi di passille con l'estremità superiore (che dall'alto hanno l'aspetto di punti rotondi) rosso-arancione variamente combinate a passille di colore grigio; mentre le placche marginali dorsali sono di norma grigie omogenee. È di gran lunga l'Astropecten mediterranea che raggiunge le maggiori dimensioni e infatti può avere un diametro di circa 55 cm.
È una stella che ha caratteristiche molto costanti e si può distinguere abbastanza facilmente dalle altre basandosi sulle varie caratteristiche tra cui le più evidenti sono il colore e la grandezza. Di rado viene confusa con Astropecten irregularis.

## Comportamento
Questa specie di giorno rimane infossata nel sedimento, diventa attiva nel tardo pomeriggio e durante la notte quando si muove per andare a caccia.

## Alimentazione
Si nutre principalmente di molluschi bivalvi, ma anche di gasteropodi o di altri echinodermi.

## Specie affini
Nel Mediterraneo vivono altre cinque specie di Astropecten: Astropecten jonstoni, Astropecten irregularis, Astropecten bispinosus, Astropecten spinulosus, Astropecten platyacanthus.

## Collegamenti esterni

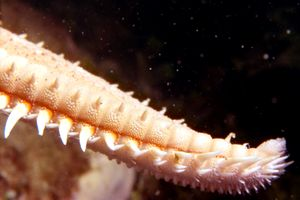
Dettaglio del braccio